# Schistophleps chamaitoides
Schistophleps chamaitoides är en fjärilsart som beskrevs av Rothschild 1913. Schistophleps chamaitoides ingår i släktet Schistophleps och familjen björnspinnare. Inga underarter finns listade.